# 이집트 케디브국
이집트 케디브국(아랍어: الخديوية المصرية, 오스만 튀르크어: خدیویت مصر Hıdiviyet-i Mısır)은 1801년 나폴레옹 보나파르트의 군대가 짧은 이집트 점령 이후 패퇴한 이래로 권력을 얻은 무함마드 알리가 1805년부터 케디브를 자칭하고 독립성을 얻기 시작한 이집트 지역의 정치 체제이다. 공식적으로는 오스만 제국의 일개 행정구역으로 남아 있었지만 사실상 종속국 내지 독립적인 국가처럼 기능했으며, 이 동안 이집트는 수단 등 남쪽의 넓은 아프리카 영토 뿐 아니라 아라비아 반도와 지중해 일부 지역까지 지배권을 확대했다.
1867년부터는 오스만 제국이 무함마드 알리 왕조에 대해 왈리가 아닌 케디브로서의 지위를 인정하기에 이르렀다. 그러나 경제적으로 영국과 프랑스에 의존하다가 1882년 오라비파의 봉기 진압을 명목으로 한 영국의 침공 이후 영국이 이집트에 대한 통제력을 잡았고, 1914년에는 공식적으로 오스만 제국에서 독립하여 영국의 보호국인 이집트 술탄국으로 이행하였다.

## 같이 보기
- 케디브
- 오스만 제국의 종속국